# Paco Muñoz
Paco Muñoz (Valencia, 1939) es un cantante y escritor español de vocación tardía que, como Labordeta, empezó a cantar espoleado por Ovidi Montllor. Es muy popular por su especial dedicación a la canción infantil, para lo cual fue decisiva la opinión de Joan Fuster.

## Biografía
Nacido en Valencia el 5 de enero de 1939, Francesc Muñoz y Martínez empezó los estudios en el Seminario Metropolitano de Valencia influido por su tío, sacerdote de Carcagente; primeramente estuvo nueve meses de diácono en Bocairente y,posteriormente, en Montserrat, pueblos con los cuales guarda todavía mucha relación; al morir su madre, dejó el sacerdocio y, a la vez que trabajaba de mecánico de coches, estuvo dando clases de religión y de historia de la música en los Escolapios de Valencia. Vive en Real (provincia de Valencia) desde hace muchos años.

### Què vos passa, valencians?
El año 1975 empezó a actuar en las asociaciones vecinales de Valencia, donde tocaba canciones de Aute, Llach o Serrat acompañado de una guitarra; su presentación oficial tuvo lugar al Teatro Micalet el 4 de noviembre de 1976. Su primer disco, La llibertat la picaren (La libertad la picaron), apareció al año siguiente con un prólogo de Toni Mestre, coautor de la letra de la canción Què vos passa valencians? (¿Qué os pasa, valencianos?).

### Paco Muñoz canta para los niños
El año 1984 debutó ante el público infantil de un festival de teatro en los Jardines de Viveros de Valencia, hecho que le dio la oportunidad de convertirse en el único cantante valenciano dedicado casi exclusivamente a la canción infantil. En 1986 actuó ante dieciséis mil escolares de 110 centros en la plaza de toros de Valencia en un festival organizado por la Diputación y en 1995 al Paseo de la Alameda de Valencia para dos mil niños, ante el mural de Xavier Mariscal hecho para la ocasión.

### P.M. Produccions
Su producción infantil, elogiada por Joan Fuster, comprende una decena de casetes con el título genérico de Paco Muñoz canta per als xiquets recopilados más tarde en tres compactos y, finalmente, otro con nuevas canciones publicado el año de su retiro: siguiendo un consejo de Serrat, desde mediados de década de los 80 la mayor parte de su discografía la autopublicó bajo el sello P.M. Producciones, con el cual también ha editado referencias de Maria de Carme Giráis, Carraixet, Fèlix Estop u Ovidi Twins.

### Espectáculos conjuntos
El año 1991 participó junto con otros artistas valencianos encabezados para Al Tall y Ovidi en el espectáculo Quart creixent, un escaparate de la gente en activo durante aquella época; en 1998 coprodujo un espectáculo titulado Els nostres poetes junto con el cantante Lluís Miquel y el actor Juli Mira, grabado en el disco homónimo y exportado en Italia. En 2003 realizó una gira con un recital denominado Cançons de la Cançó donde él, Lluís Miquel y Magda Roig versionavan los clásicos valencianos del género, también grabados en un disco. El año 2005 participó en el homenaje multitudinario a la República, en Benetúser, junto con otros muchos cantantes como Raimon.

### Reconocimientos
El año 2001 recibió un homenaje en Cuart de Poblet de les Trobades d'Escoles en Valencià y el premio Ovidi Montllor otorgado por el Bloque de Progreso Jaume I de La Alcudia; en 2006, el ayuntamiento de Montserrat le dedicó una calle junto a los de Ovidi y Josep Renau, «a la parte izquierda del pueblo». El mismo año, fue elegido padrino de los nuevos Gigantes Reyes Judíos de Onteniente, junto al Gigante del Pino de Barcelona. El año 2006 declaró que dejaría los escenarios con la edición de Mi tierra, presentado el 15 de septiembre en Montserrat, pero que continuaría cantante para el público infantil: al año siguiente recibió el Micalet de Honor en Valencia y el premio de la Fundación Sant Jordi d'Escoltes valencianos en el monasterio de Santa Maria de la Valldigna.

### Retirada de los escenarios
El año 2008 anunció su retirada definitiva con una serie de conciertos que culminaría en Sueca el 25 de abril y la edición de un disco conmemorativo en directo, pero se vio forzado a aplazarlo todo por problemas de salud. Finalmente, después de sendos homenajes en el Encuentro de Sollana, en Silla (donde fue nombrado Porrot d'Honor de les Lletras Valencianes) y de recibir el Premio Turia 2.008 (Cartelera Turia) a la mejor composición musical, volvió momentáneamente a los escenarios el 16 de agosto en Bocairente con un recital publicidad como «el último concierto en Valle de Albaida». Un mes antes, el pleno del ayuntamiento bocairentino acordó otorgarle la medalla de oro de la villa, en un acto que se celebró el 11 de octubre.

## Discografía
| año  | título                                        | sello              | comentarios                                                              |
| ---- | --------------------------------------------- | ------------------ | ------------------------------------------------------------------------ |
| 1977 | La libertat la picaren                        | Movieplay          | con la canción homónima y Què vos passa, valencians?                     |
| 1978 | Vindrà un vaixell                             | Movieplay          |                                                                          |
| 1980 | Anem anant                                    | ?                  |                                                                          |
| 1984 | Prometença                                    | ?                  |                                                                          |
| 1986 | Amor i amor                                   | Picap              |                                                                          |
| 1990 | D'una terra dins la mar                       | ?                  |                                                                          |
| 1991 | Quart creixent                                | ?                  | disco recopilatorio del espectáculo homónimo                             |
| 1992 | Paco Muñoz canta per als xiquets              | P. m. Producciones |                                                                          |
| 1992 | Paco Muñoz canta per als xiquets 2            | P. m. Producciones |                                                                          |
| 1993 | Primeres cançons                              | ?                  |                                                                          |
| 1994 | Cançons de la mar en calma                    | ?                  |                                                                          |
| 1994 | Paco Muñoz canta per als xiquets              | P.M. Producciones  | casetes núm. 1 al 10                                                     |
| 1998 | Els nostres poetes                            | Picap              | del espectáculo homónimo con Juli Mira y Lluís Miquel                    |
| 1999 | Mirades                                       | ?                  | dedicado a la memoria de Ovidi Montllor                                  |
| 2001 | Collarets de llum                             | ?                  | en homenaje a Miquel Martí i Pol                                         |
| 1997 | Paco Muñoz canta per als xiquets 3            | P. m. Producciones | doble CD                                                                 |
| 2001 | Toni Mestre conta les rondalles d'Enric Valor | Bullent            | a medias con Paco Muñoz                                                  |
| ?    | Foc, cançons, trons i alegria                 | ?                  |                                                                          |
| 2002 | Nadal valencià                                | ?                  | recopilación de las canciones de 1979 y 1985 de A el Corte, Carraixet... |
| 2003 | Cançons de la Cançó                           | ?                  | disco de versiones del espectáculo homónimo con Lluís Miquel             |
| 2006 | La meua terra                                 | P. m. Producciones | con colaboraciones de Bibiloni, Llach y Miquel Gil                       |
| 2008 | Paco Muñoz canta per als xiquets 4            | P. m. Producciones | con la colaboración de Pep Gimeno Botifarra                              |
| 2008 | Com un suau adéu                              | P. m. Producciones | directo de despedida de la última gira                                   |

Además, Paco Muñoz ha colaborado en los recopilatorios Para la libertad (2004) y Si vens amb mi (con la versión de A caballo del viento incluida en Mi tierra) y en la canción Mila de Los Bandoleros (2008).